# James M. Pipes
James Milton Pipes (* 10. November 1840 in Dotysburg, Greene County, Pennsylvania; † 1. Dezember 1928 in Washington, D.C.) war ein US-amerikanischer Offizier der US Army und Politiker der Republikanischen Partei, der für seine Verdienste während des Sezessionskrieges in der Schlacht von Gettysburg sowie der Schlacht von Reams Station mit der Medal of Honor ausgezeichnet wurde. Später war er unter anderem zwischen 1869 und 1871 Secretary of State des Bundesstaates West Virginia. 

## Leben
Pipes, zweitältestes von sieben Kindern von Washington Pipes and Cynthia Ann Clark, trat während des Sezessionskrieges am 18. August 1862 als Freiwilliger in die A-Kompanie des 140. Freiwilligen-Infanterieregiment (140th Infantry Regiment Volunteers) in Jacksonville ein. Nachdem das Regiment zu einer Kampfeinheit strukturiert wurde, nahm er als Sergeant sowie später als First Sergeant an verschiedenen Einsätzen teil, ehe das 140th Infantry Regiment Volunteers im Juli 1863 der 3. Brigade unter Brigadegeneral Samuel K. Zook zugeordnet wurde. Die 3. Brigade nahm als Teil der 2. Division unter Generalmajor John C. Caldwell an der Schlacht von Gettysburg teil. 
Am 2. Juli 1863 wurde Pipes in dieser Schlacht verwundet und noch im Lazarett am 30. Juli 1863 zum Leutnant (Second Lieutenant) befördert. Nachdem der Kompaniechef der A-Kompanie gefallen war, wurde Pipes im Juni 1864 selbst zum Hauptmann (Captain) befördert und zum Chef der Kompanie ernannt. Wenige Wochen später nahm er auch an der Schlacht von Reams Station teil und wurde dort am 25. August 1864 so schwer verwundet, dass ihm im Emory Hospital in Washington, D.C. der rechte Arm amputiert werden musste. Die folgenden Monate verbrachte er in Militärkrankenhäusern, ehe er am 17. Februar 1865 auf eigenen Wunsch aus dem aktiven Militärdienst entlassen wurde.
Nach Kriegsende ließ sich Pipes 1865 in West Virginia nieder und wurde zum Kämmerer (Treasurer) von Marshall County gewählt. Pipes wurde 1869 als Nachfolger von John Witcher vierter Secretary of State des Bundesstaates West Virginia gewählt und übte dieses Amt bis zu seiner Ablösung durch John M. Phelps 1871 aus. 1878 verzog er nach Washington, D.C. und wurde Mitarbeiter in der Abteilung für Pensionen im Kriegsministerium. Später war er noch Mitarbeiter im Senat. 
Für seine militärischen Verdienste in den Schlachten von Gettysburg und Reams Station wurde Pipes am 22. März 1898 die Medal of Honor, die höchste militärische Auszeichnung der US-Regierung. Im Mai 1916 wurde ihm aufgrund seiner militärischen Verdienste vom US-Kongress eine zusätzliche Pension zugesprochen. Ende November 1928 erkrankte er an einer Lungenentzündung und verstarb am 1. Dezember 1928 im Walter Reed Hospital. Nach seinem Tode wurde er auf dem Nationalfriedhof Arlington beigesetzt.
Pipes war seit dem 10. November 1870 bis zu deren Tode 1923 mit Martha Rowena Purdy verheiratet. Aus dieser Ehe gingen eine Tochter und vier Söhne hervor.